# Cục Cảnh sát phòng, chống tội phạm về môi trường
Cục Cảnh sát phòng chống tội phạm về môi trường (C05) trực thuộc Bộ Công an Việt Nam có trách nhiệm kiểm tra việc chấp hành pháp luật về môi trường của các tổ chức, cá nhân trên lãnh thổ Việt Nam; chỉ đạo, hướng dẫn, kiểm tra, trực tiếp tiến hành các mặt công tác điều tra chống tội phạm và vi phạm pháp luật về môi trường; tiến hành một số hoạt động điều tra theo Pháp lệnh tổ chức điều tra hình sự, xử lý vi phạm hành chính (VPHC) theo Pháp lệnh xử lý VPHC và các quy định của pháp luật về bảo vệ môi trường; phối hợp thẩm định báo cáo đánh giá tác động môi trường đối với các dự án đầu tư, sản xuất, kinh doanh; thực hiện công tác kiểm định tiêu chuẩn môi trường.

## Quá trình phát triển
Ngày 29 tháng 11 năm 2006, Bộ Công an thành lập Cục Cảnh sát phòng chống tội phạm về môi trường.
Ngày 23 tháng 12 năm 2014, tại phiên họp thứ 33, Ủy ban Thường vụ Quốc hội Khóa XIII đã thông qua Pháp lệnh Cảnh sát môi trường; ngày 5-1-2015, Chủ tịch nước ký Lệnh số 01/2015/L-CTN công bố Pháp lệnh Cảnh sát môi trường. Theo đó, Pháp lệnh Cảnh sát môi trường có hiệu lực thi hành từ ngày 5-6-2015.

## Lãnh đạo hiện nay
- Cục trưởng: Đại tá Thân Văn Hải[5]
- Phó Cục trưởng:

1. Thiếu tướng Nhữ Thị Minh Nguyệt
2. Thiếu tướng Hà Xuân Duy
3. Đại tá Lê Thơm
4. Đại tá Trần Quốc Xanh
5. Đại tá Trần Anh Tuấn
6. Đại tá Trần Viết Phương[6]

## Tổ chức
- Phòng Tham mưu
- Phòng Chuyên đề nghiệp vụ cơ bản (Phòng 2)[7][8]
- Phòng Công nghiệp - Xây dựng - Môi trường đô thị
- Phòng Nông, lâm, ngư nghiệp và đa dạng sinh học (Phòng 4)[9]
- Phòng Phòng chống tội phạm về môi trường trong lĩnh vực thương mại, xuất nhập khẩu và các lĩnh vực khác (Phòng 5)[10]
- Phòng Phòng chống tội phạm về môi trường trong lĩnh vực y tế, an toàn thực phẩm, dịch vụ du lịch (Phòng 6)[11]
- Trung tâm Kiểm định môi trường

## Khen thưởng
- Huân chương Bảo vệ Tổ quốc hạng Nhì[2]
- Huân chương Chiến công hạng Nhì[2]

## Cục trưởng qua các thời kỳ
- Thiếu tướng, Giáo sư, Tiến sĩ Nguyễn Xuân Lý[4]
- Thiếu tướng Lê Tấn Tảo
- Trung tướng Trần Minh Lệ
- Đại tá Thân Văn Hải

## Phó Cục trưởng qua các thời kỳ
- Đại tá Trần Trọng Bình
- Đại tá Vũ Duyên Hải
- Đại tá Nguyễn Sỹ
- Đại tá Võ Văn Đông
- Đại tá Dương Văn Linh
- Đại tá Phan Hữu Vinh